# Campeonato Femenino de la Concacaf de 1994
El Campeonato Femenino de la Concacaf de 1994 fue la tercera Edición official donde la concacaf organizó un torneo entre selecciones femeniles. El torneo tuvo sede en Canadá, este torneo después se convertiría en la Copa de Oro Femenina de la Concacaf, que también es el torneo de eliminación para la Copa Mundial Femenina de Fútbol.

## Sede
| Montreal |                         |          |
| Montreal | Montreal                | Montreal |
| -------- | ----------------------- | -------- |
| Montreal | Centennial Park Stadium |          |
| Montreal | Capacidad: 2 620        |          |
| Montreal |                         |          |

## Participantes
Participaron cinco selecciones nacionales de fútbol afiliadas a la Concacaf:
| Equipos participantes | Equipos participantes | Equipos participantes | Equipos participantes | Equipos participantes |
| --------------------- | --------------------- | --------------------- | --------------------- | --------------------- |
| Estados Unidos        | Canadá                | Trinidad y Tobago     | México                | Jamaica               |

## Resultados
Los horarios corresponden a la hora de Canadá (UTC-?)

### Grupo
| Equipo            | Pts | PJ | PG | PE | PP | GF | GC |
| ----------------- | --- | -- | -- | -- | -- | -- | -- |
| Estados Unidos    | 12  | 4  | 4  | 0  | 0  | 36 | 1  |
| Canadá            | 9   | 4  | 3  | 0  | 1  | 18 | 6  |
| México            | 4   | 4  | 1  | 1  | 2  | 6  | 19 |
| Trinidad y Tobago | 4   | 4  | 1  | 1  | 2  | 6  | 20 |
| Jamaica           | 0   | 4  | 0  | 0  | 4  | 0  | 22 |